# Nereis gilchristi
Nereis gilchristi är en ringmaskart som beskrevs av Francis Day 1967. Nereis gilchristi ingår i släktet Nereis och familjen Nereididae. Inga underarter finns listade i Catalogue of Life.